# 364577 Cachopito
364577 Cachopito è un asteroide della fascia principale. Scoperto nel 2007, presenta un'orbita caratterizzata da un semiasse maggiore pari a 2,3455932 au e da un'eccentricità di 0,1274603, inclinata di 6,19578° rispetto all'eclittica.